# Artur Rasizade
Artur Rasizade, of ook wel Artur Tahir oğlu Rasizadə, (Kirovabad, 26 februari 1935) was van 2003 tot 2018 premier van Azerbeidzjan. Hij was eerder al premier tussen 1996 en 2003, maar trad toen terug om gezondheidsredenen. Ilham Alijev, de zoon van de toenmalige president Hejdar Alijev, nam de taken van Rasizade over. Echter binnen drie maanden keerde Rasizade weer terug en werd Ilham Alijev president van het land. 